# 彼得·斯卡納維諾
彼得·斯卡納維諾（Peter Scanavino，1980年2月29日—）是美國的一位演員。他最近在NBC法律電視劇法律與秩序：特殊受害者中飾演Detective Dominick Carisi, Jr.角色。